# 胡東
胡東（1969年6月19日—）出生於中國浙江省杭州，为模特兒、歌手、演员。1994年，在北京經從事模特兒工作的弟弟胡兵介紹，輾轉認識中國男模界超模张巍、程峻，而踏入模特兒界，並在1999年代表中國赴菲律宾马尼拉，参加第七届“世界精英男模特大赛”，荣获“世界十大男模”称号，並獲得“最佳表演獎”。2000年開始演戲拍攝電視劇，多以配角或反派角色演出。在2011年新水滸傳相繼在大陸、台灣、香港、日本、東南亞播出後，胡東是演員的身份逐漸被觀眾與業界認同，之後接演多部歷史劇如《楚漢傳奇》、《隋唐演義》、《十月圍城》，活躍於戲劇圈。

## 影视作品

### 電視劇
| 年份   | 劇名                 | 角色     | 备注       |
| ------ | -------------------- | -------- | ---------- |
| 2000年 | 一路上有你           | 赵海     | 处女作     |
| 2000年 | 危情风暴             | 区凯     |            |
| 2001年 | 让爱随风             | 金沙诺   |            |
| 2002年 | 真情告别             | 周年进   |            |
| 2002年 | 说出你的爱           | 苏雷     |            |
| 2003年 | 佳人有约             | 庄大伟   |            |
| 2004年 | 情陷CBD              | 徐文杰   |            |
| 2004年 | 喜气洋洋猪八戒       | 黑山老妖 |            |
| 2006年 | 走出你的爱           | 曲波     |            |
| 2006年 | 神雕侠侣             | 陆展元   |            |
| 2008年 | 鹿鼎记               | 多隆     |            |
| 2009年 | 龙虎山客栈           | 武松     |            |
| 2009年 | 倚天屠龙记           | 范遙     |            |
| 2011年 | 新水浒传             | 林冲     |            |
| 2011年 | 特别使命             | 林冰     |            |
| 2012年 | 楚汉传奇             | 英布     |            |
| 2013年 | 雅典娜女神／青春烈火 | 清水安   |            |
| 2013年 | 笑傲江湖             | 左冷禅   |            |
| 2013年 | 隋唐演義             | 单雄信   |            |
| 2014年 | 十月圍城             | 铁山     |            |
| 2014年 | 城市獵人             | 迈克     |            |
| 2021年 | 空姐日记             | 刘志坚   | 2010年拍攝 |

### 電影
- 2013年 狄仁傑之神都龍王 飾 霍義

## 事件
2014年10月16日，胡东因吸毒被北京市公安局禁毒总队民警逮捕，经检验，胡东尿检呈冰毒类阳性，胡东本人承认了吸食毒品的违法事实，后因吸食毒品被警方依法行政拘留。11月1日下午，胡东因拘留期限届满获释。此前胡东曾传吸毒事件，后遭到否认。